# Pallino (fumetto)
Pallino è un fumetto creato da Lidia Cannatella e Roberto Rinaldi apparso sul Il Giornalino dal 1988 al 2012.
Il protagonista è un giovanissimo angelo dai capelli a caschetto biondi impegnato a perfezionare il suo ruolo celeste; la sua vita quotidiana ed il rapporto con San Pietro e i numerosi angeli è costellato dalle marachelle combinate, effetto della sua personalità frizzante e un po' irrequieta. Spesso e volentieri si rende anche utile alla vita della comunità ed alla gente.
Le storie di Pallino durano sempre una sola tavola e prendono quello che era il posto di Piccolo Dente - il quale cessa di apparire appunto nel 1988 - ovvero l'ultima pagina della rivista (penultima se si considera la quarta di copertina).